# Who Was Who in Egyptology
Who Was Who in Egyptology is een biografisch naslagwerk over de geschiedenis van de egyptologie. Het werk bevat korte biografische artikelen over overleden personen, van ca. 1500 tot heden, die onderzoek deden naar de Egyptische oudheid of betrokken waren bij onderzoek en/of collecties op dit gebied.
Who Was Who in Egyptology wordt uitgegeven door de Egypt Exploration Society. De eerste editie werd samengesteld door Warren R. Dawson (1888-1968) en verscheen in 1951. In deze editie waren nog geen portretten van de beschreven personen opgenomen. In 1972 verscheen een tweede editie, die door Eric P. Uphill (1929- ) bewerkt en uitgebreid was, en waaraan portretten waren toegevoegd. De derde, vierde en vijfde editie werden bewerkt door Morris L. Bierbrier (1947- ). De vijfde editie verscheen in 2019; de uitgever verwacht dat dit de laatste editie is die gedrukt wordt (volgende edities verschijnen mogelijk online).

## Edities
1. Warren R. Dawson: Who Was Who in Egyptology. A Biographical Index of Egyptologists from the year 1700 to the present day, but excluding persons now living. Egypt Exploration Society, London 1951. X + 172 pp. (753 artikelen).
2. Warren R. Dawson, Eric P. Uphill: Who was who in Egyptology. A Biographical Index of Egyptologists from the year 1500 to the present day, but excluding persons now living. 2nd Revised Edition. Egypt Exploration Society, London 1972. XIV + 315 pp.[2]
3. Warren R. Dawson, Eric P. Uphill: Who Was Who in Egyptology. A Biographical Index of Egyptologists; of Travellers, Explorers, and Excavators in Egypt; of Collectors of and Dealers in Egyptian Antiquities; of Consuls, Officials, Authors, Benefactors, and others whose names occur in the Literature of Egyptology; from the year 1500 to the present day, but excluding persons now living. 3rd Revised Edition by Morris L. Bierbrier. Egypt Exploration Society, London 1995. XIV + 458 pp. (1440 artikelen) ISBN 0-85698-125-7.
4. Morris L. Bierbrier (ed.): Who Was Who in Egyptology. A Biographical Index of Egyptologists; of Travellers, Explorers, and Excavators in Egypt; of Collectors of and Dealers in Egyptian Antiquities; of Consuls, Officials, Authors, Benefactors, and others whose names occur in the Literature of Egyptology; from the year 1500 to the present day, but excluding persons now living. 4th Revised Edition. Egypt Exploration Society, London 2012. XVI + 600 pp. (1746 artikelen) ISBN 978-0-85698-207-1.[3][4]
5. Morris L. Bierbrier (ed.): Who Was Who in Egyptology. A Biographical Index of Egyptologists; of Travellers, Explorers, and Excavators in Egypt; of Collectors of and Dealers in Egyptian Antiquities; of Consuls, Officials, Authors, Benefactors, and others whose names occur in the Literature of Egyptology; from the year 1500 to the present day, but excluding persons now living. 5th Revised Edition. Egypt Exploration Society, London 2019. 00 + 630 pp. ISBN 978-0-85698-248-4.